# Monastyr Gelati
Monastyr Gelati (gruz. გელათის მონასტერი) – monastyr położony niedaleko na wschód od miasta Kutaisi, w Imeretii w zachodniej Gruzji.
Monastyr został ufundowany w 1106 przez króla Dawida IV Budowniczego (1089-1125). Legenda mówi, że król osobiście brał udział w budowie. Po śmierci został tam pochowany. Według tradycji, akceptowanej również przez część gruzińskich historyków, w sekretnym miejscu na terenie klasztoru została później również pochowana zmarła w 1213 r. królowa Gruzji Tamara.
Przez długi czas monastyr był jednym z głównych kulturalnych i intelektualnych ośrodków w Gruzji. Znajdowała się w nim akademia, która skupiała gruzińskich naukowców, teologów i filozofów. Część z nich działała wcześniej w innych prawosławnych monasterach poza granicami (np. w Konstantynopolu), m.in. Petritsi (XII w.) i Arsen Ikaltoeli.
Z powodu rozległej działalności Akademii Gelati, współcześni jej ludzie nazywali ją „nowa Grecja” lub „drugie Athos”.
Do naszych czasów w monastyrze przetrwały freski i manuskrypty pochodzące z XII–XVII w.
W 1994 Monastyr Gelati został, razem z katedrą Bagrati w Kutaisi, wpisany na Listę światowego dziedzictwa UNESCO. W 2017 roku katedrę Bagrati skreślono jednak z listy, ponieważ straciła ona na autentyczności w wyniku przeprowadzonej odbudowy.

## Galeria

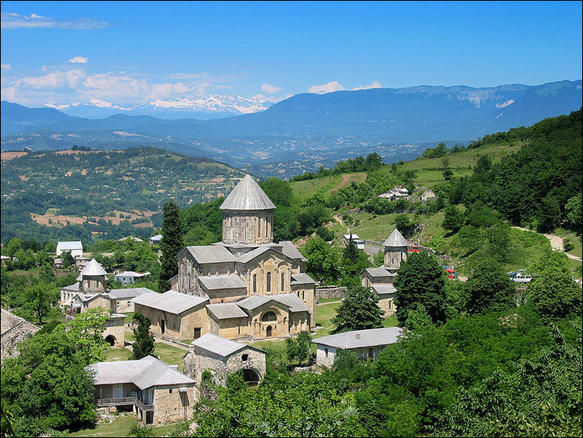
Widok na monastyr z daleka
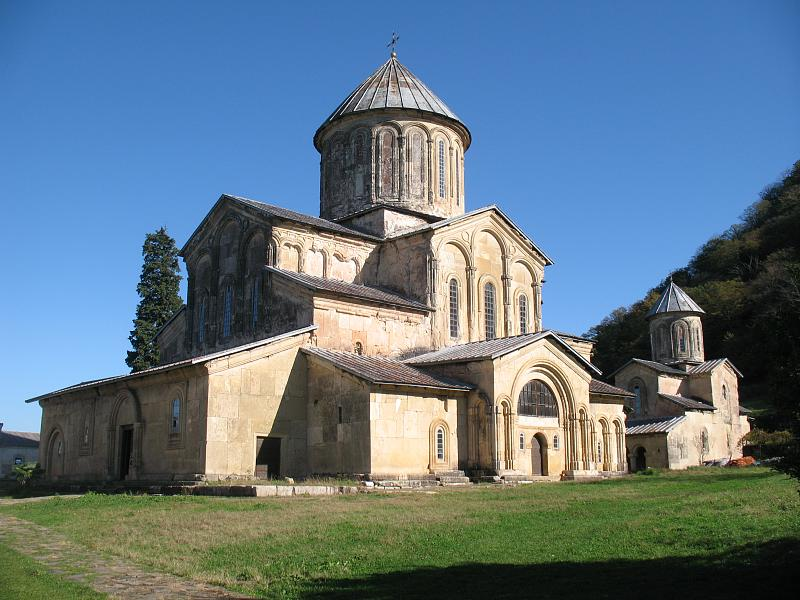
Widok na monastyr z bliska
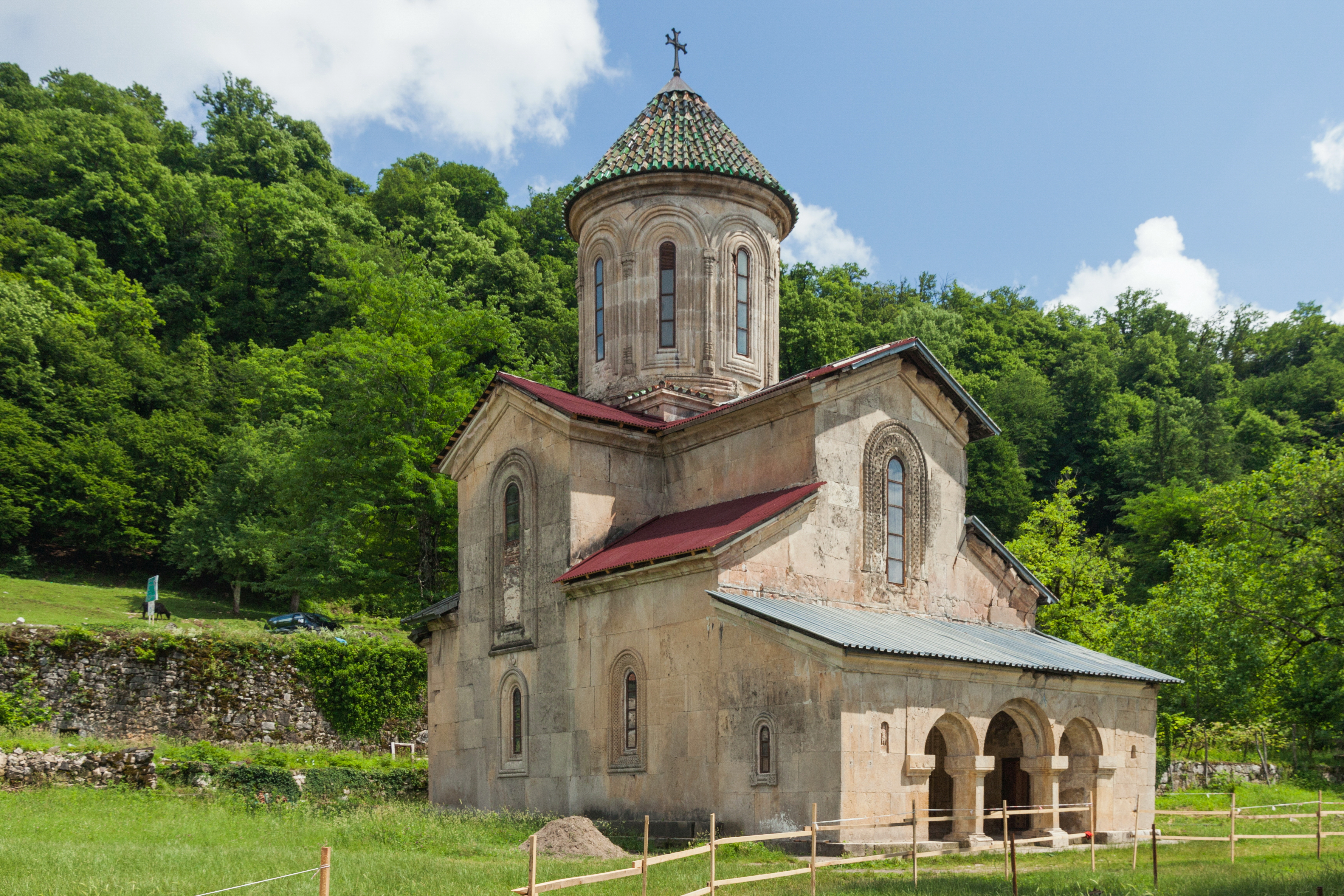
Cerkiew św. Jerzego
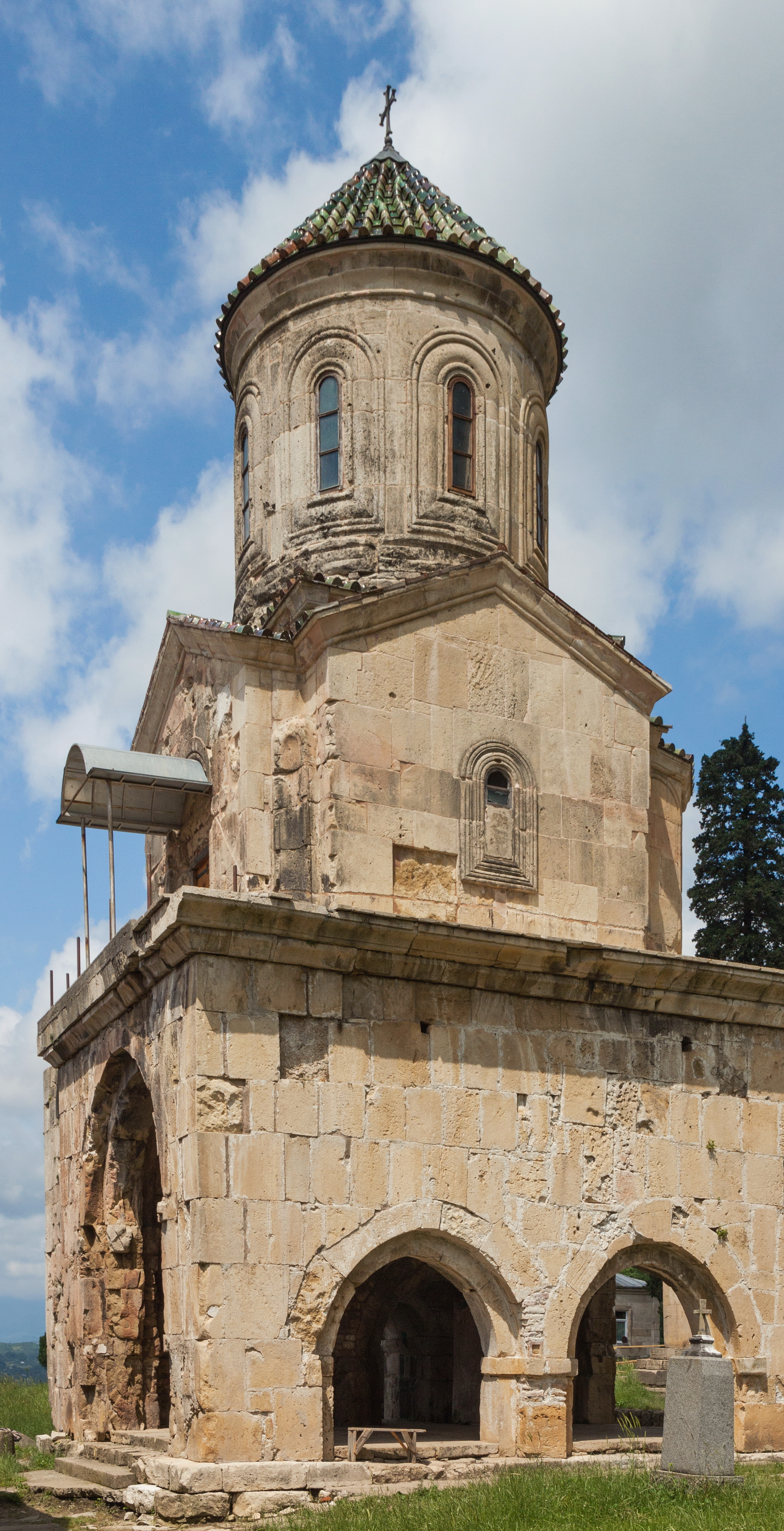
Cerkiew św. Mikołaja
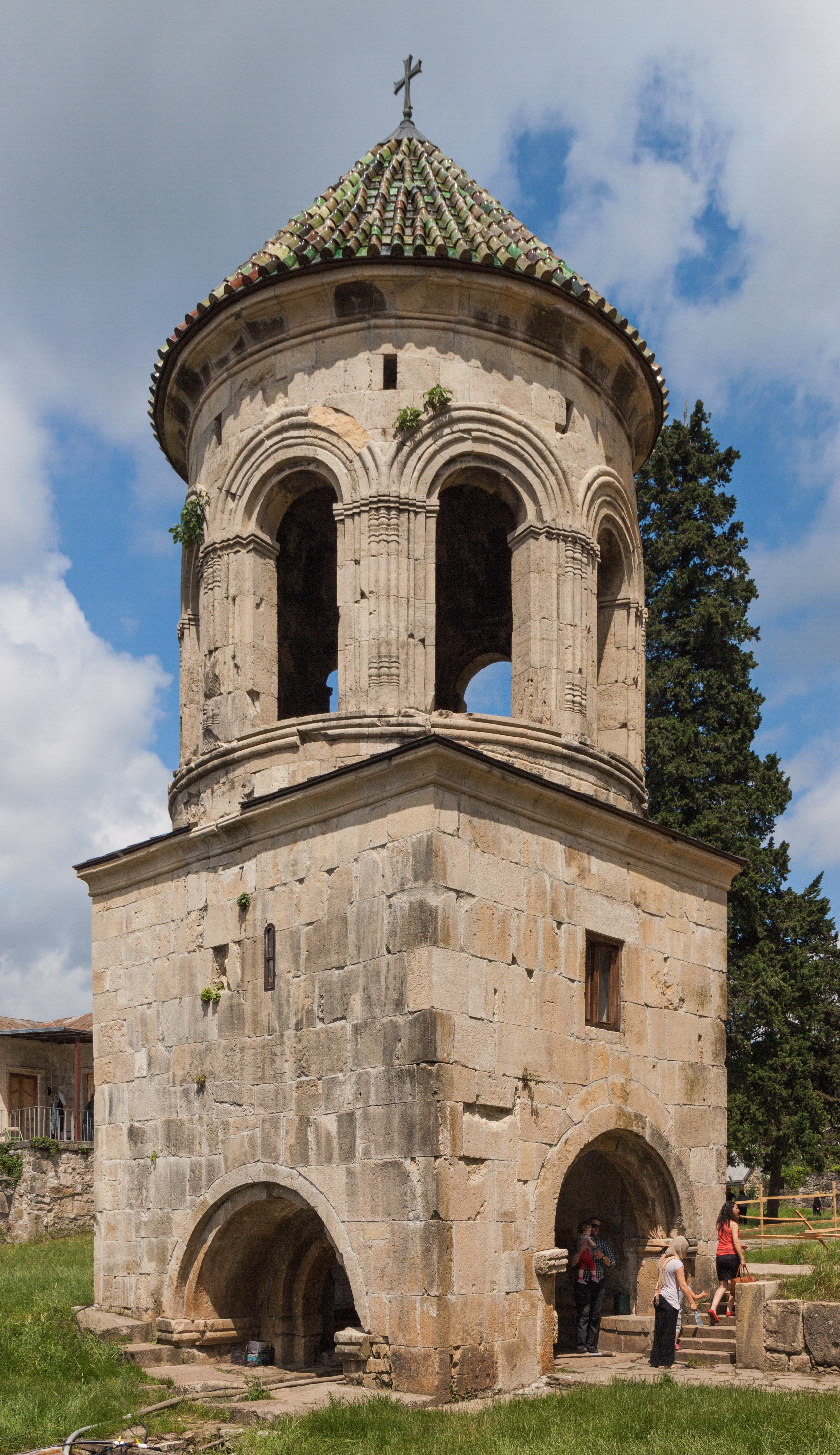
Dzwonnica
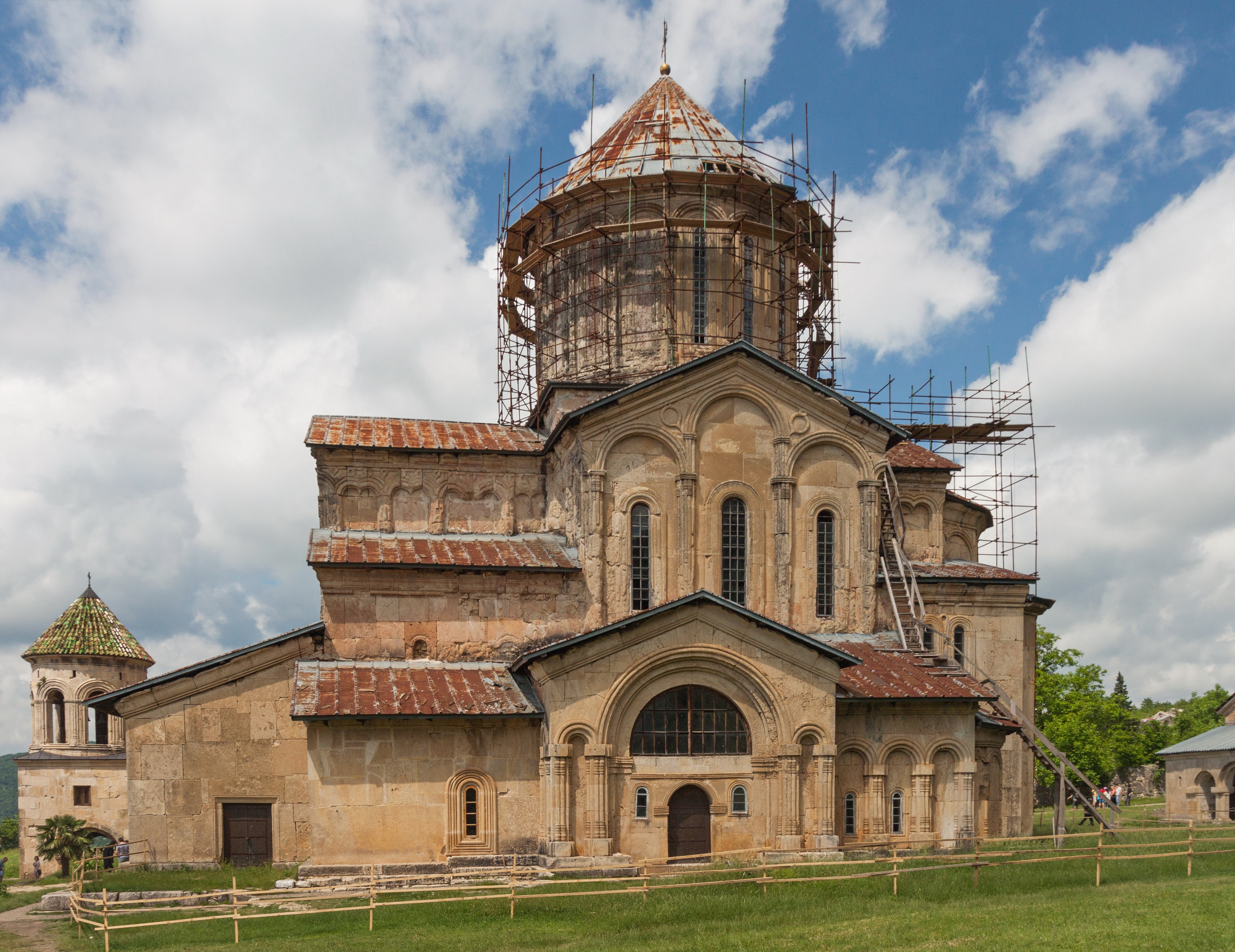
Katedra Narodzenia NMP
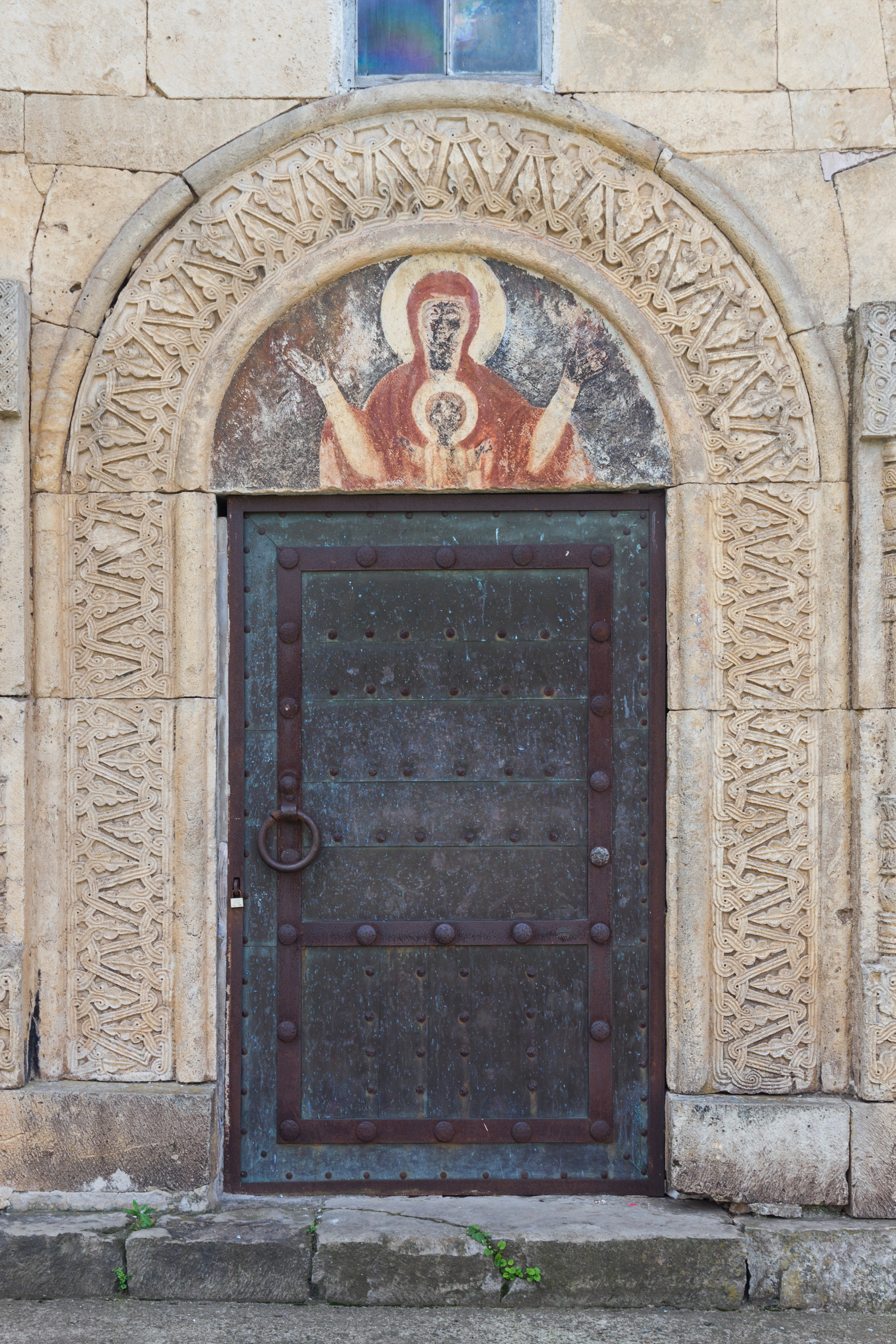
Portal katedry Narodzenia NMP
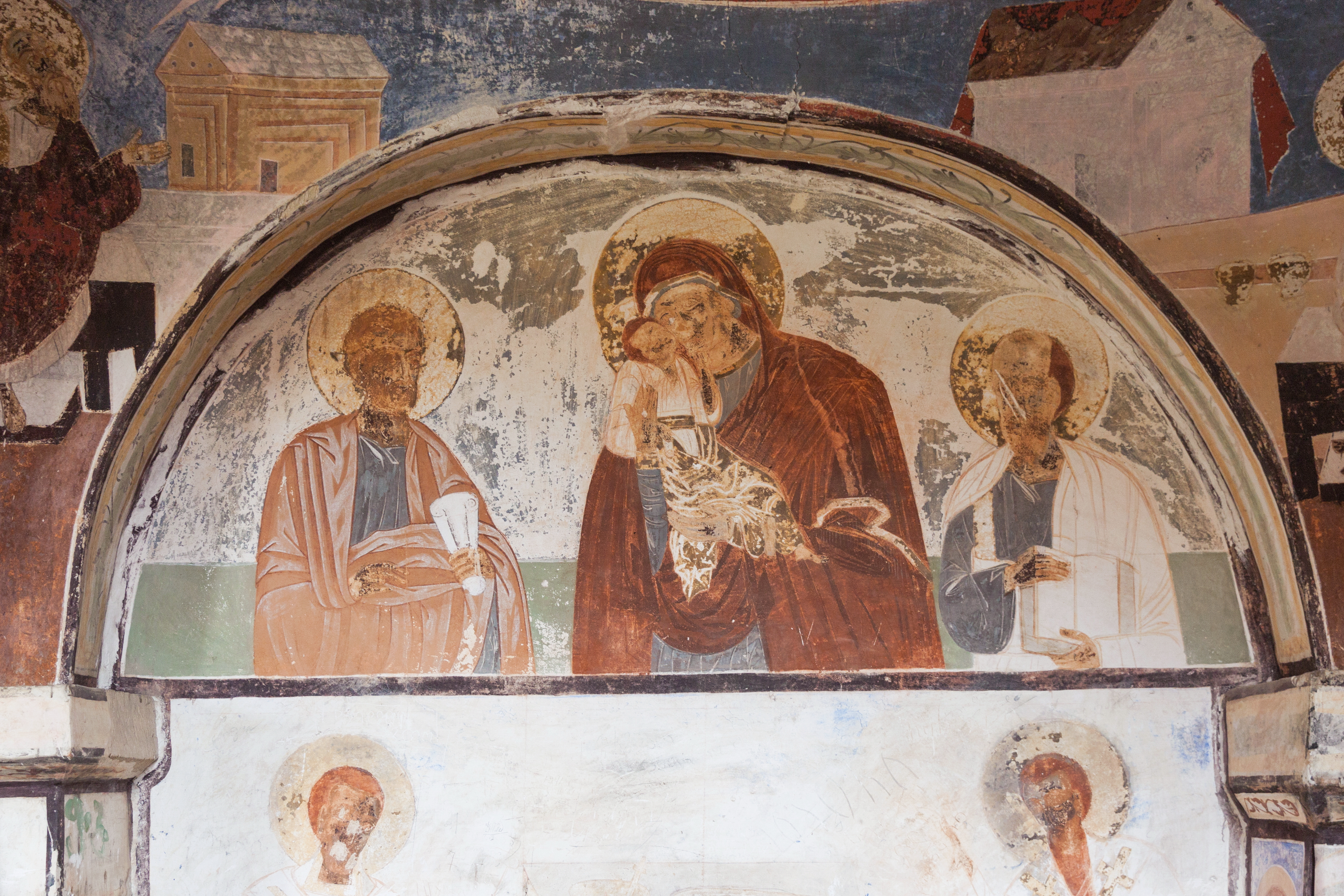
Freski w katedrze
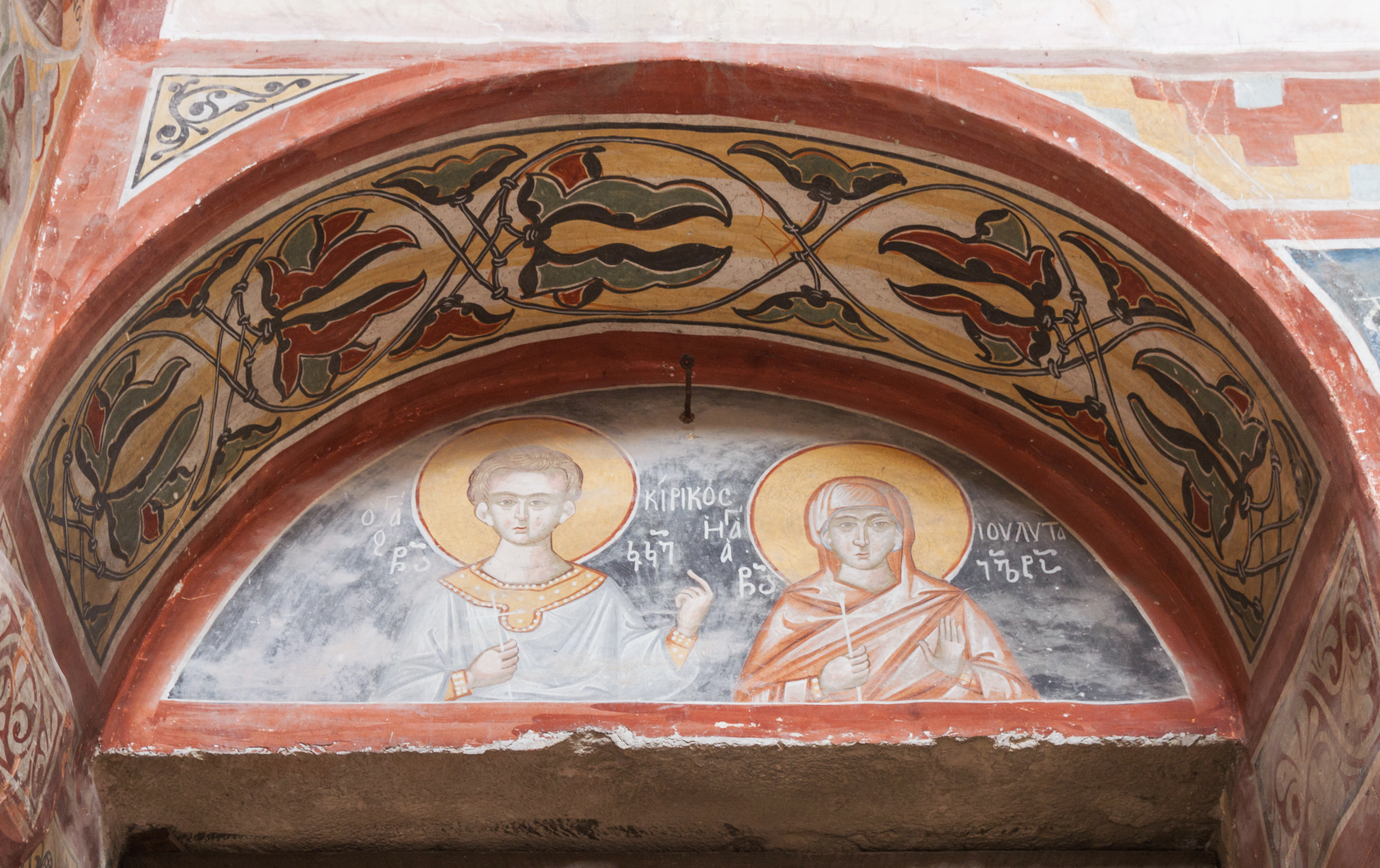
Freski w katedrze
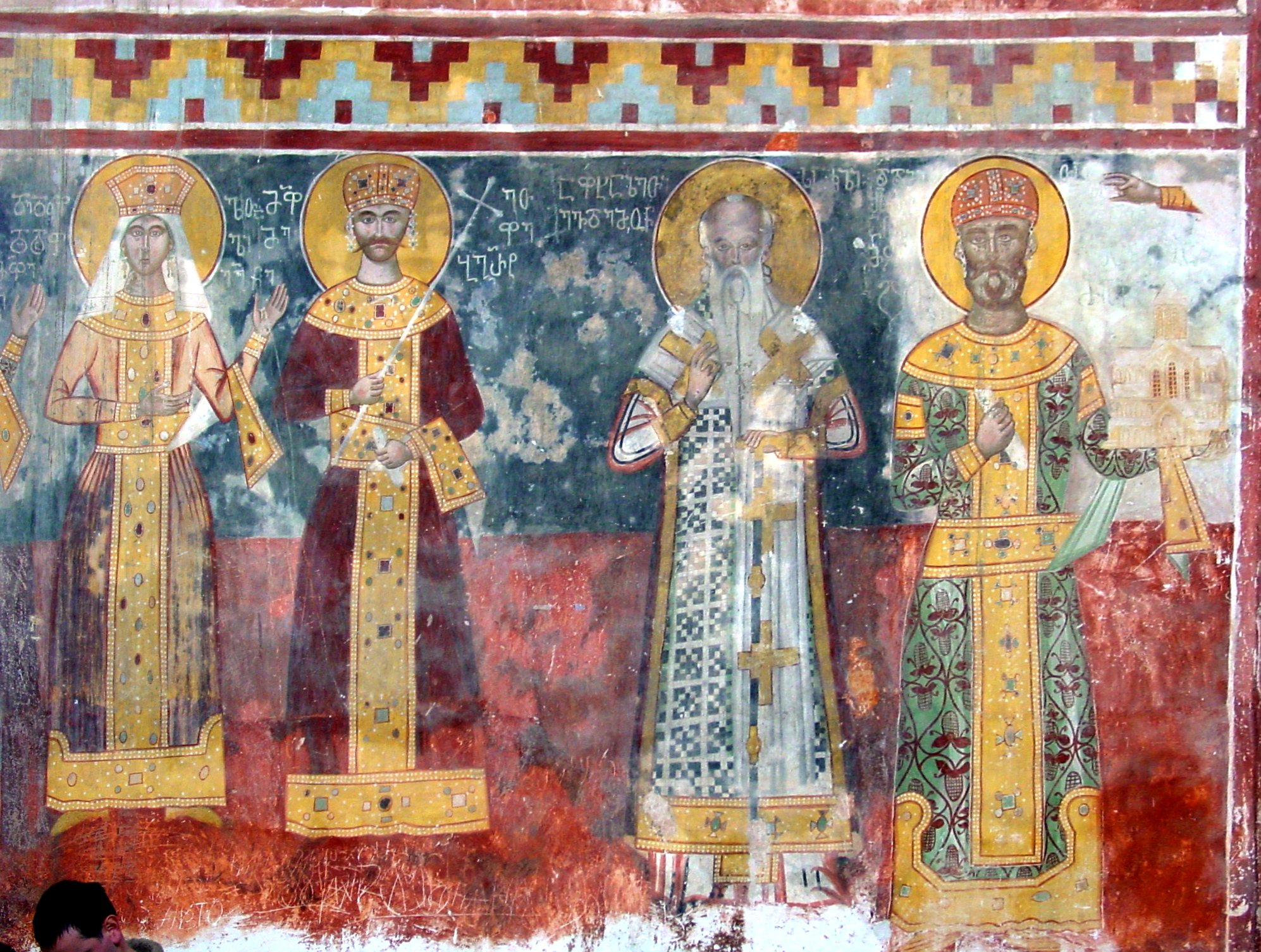
Gruzińscy królowie